# Хищен туникат
Хищните туникати (Megalodicopia hians) са вид асцидии от семейство Octacnemidae.
Таксонът е описан за пръв път от Асаджиро Ока през 1918 година.